# Jaume Antoni Obrador i Soler
Jaume Antoni Obrador i Soler (* 1748 in Felanitx, Mallorca; † 1803 in Palma) war ein spanischer Theologe und Priester der Baleareninsel Mallorca.
Als Doktor der Theologie war er Rektor der Kirchen von Andratx und Bunyola sowie Mitglied der Inquisition. Als Mitglied der Societat Economica Mallorquina d'Amics del País (mallorquinische Mitbürger der Wirtschafts-Gesellschaft) verfasste er als Autor bis 1798 zahlreiche Arbeiten zu Themen der Theologie, Astronomie, Chemie und auch Poesie und Theaterstücke auf Spanisch und Katalanisch.